# Kløftet storkenæb
Kløftet storkenæb (Geranium dissectum) er en enårig, 15-40 centimeter høj plante i storkenæb-familien. I Danmark er arten temmelig almindelig på marker og kulturjord.